# Al Skinner
Albert L. "Al" Skinner jr. (Mount Vernon, Nova York, 16 de juny de 1952) és un exjugador i entrenador de bàsquet nord-americà que va disputar quatre temporades en l'NBA, dos més a l'ABA i una última en la lliga espanyola. Amb 1,91 metres d'alçada, jugava en la posició de base.

## Carrera esportiva
Va jugar durant tres temporades amb els Minutemen de la Universitat de Massachusetts. Va liderar la Yankee Conference en anotació el 1974, amb 18,7 punts per partit, sent inclòs en el millor quintet de la seva conferència en les tres temporades. El 1973 va aconseguir el primer triple-doble de la història dels Minutemen.
professional
Va ser triat en el lloc 160 del Draft de l'NBA del 1974 pels Boston Celtics, però va ser descartada la seva contractació fitxant com a agent lliure pels New York Nets de l'ABA. En la seva segona temporada a l'equip, al costat de jugadors com Julius Erving o John Williamson, van aconseguir guanyar el campionat, derrotant els Denver Nuggets en les finals. A l'any següent l'ABA va desaparèixer, i l'equip es va unir a l'NBA. En la seva primera temporada a la nova competició va millorar els seus números, i poc després del començament de la temporada 1977-78 és traspassat, juntament amb dues futures segones rondes del draft als Detroit Pistons, a canvi de Howard Porter i Kevin Porter. En els Pistons Juga una temporada com a suplent d'Eric Money. Després de ser acomiadat, fitxa com a agent lliure de nou amb els Nets, els que setmanes més tard el traspassen juntament amb el mateix Money a Philadelphia 76ers, a canvi i Harvey Catchings i Ralph Simpson.
En la temporada 1980-81 marxa a jugar al Joventut de Badalona de la lliga espanyola, substituint a Steve Wright. Aquesta temporada aconseguí guanyar la Copa Korać derrotant el Carrera Venezia de Dražen Dalipagić i Spencer Haywood en una polèmica final amb pròrroga inclosa, en la qual Skinner va anotar 19 punts.